# Александр (сын Персея Македонского)
Александр (др.-греч. Ἀλέξανδρος; II век до н. э.) — македонский царевич, последний представитель династии Антигонидов.
Александр был сыном царя Македонии Персея из династии Антигонидов и его жены Лаодики, дочери Селевка IV Филопатора. После разгрома Македонии в Третьей Македонской войне его вместе с другими членами царского дома увезли в Италию (168 год до н. э.). Во время триумфального шествия Луция Эмилия Павла Александр шёл за колесницей триумфатора. Его отец и брат Филипп вскоре умерли в Альбе Фуцинской, а Александр получил свободу, выучил латинский язык и стал писцом. О дальнейшей его судьбе ничего не известно.
За царевича себя выдавал Лже-Александр.